# Ужев, Павел Фёдорович
Павел Фёдорович Ужев (1906, Юрьевецкий уезд, Костромская губерния — не ранее 1953) — советский государственный и партийный деятель, председатель исполнительного комитета Читинского областного Совета депутатов трудящихся (1949—1953), первый секретарь Нарымского окружного комитета ВКП(б) (1941—1942).

## Биография
Павел Ужев родился в 1906 году в семье крестьянина-бедняка в деревне Станово Юрьевецкого уезда Костромской губернии, ныне деревня входит в Лухский район Ивановской области. Это может быть или деревня Станово Благовещенского сельского поселения, или деревня Станово Порздневского сельского поселения. В семье было 3 сыновей, Павел — старший.
В 1918 году из-за малоземелья семья переехала в село Чесноковка Барнаульского уезда Алтайской губернии, ныне город Новоалтайск Алтайского края.
После смерти отца в 1922 году работал по найму у кулаков.
В 1924—1927 годах был членом РЛКСМ, с 1926 года переименован в ВЛКСМ, вскоре избран секретарём комсомольской организации.
С сентября 1924 года по январь 1925 года — инструктор Белоярского районного комитета РЛКСМ (Алтайская губерния).
С января 1925 года по март 1926 года — заведующий избой-читальней села Голубцово Барнаульского округа Сибирского края.
С марта 1926 года — заведующий Белоярским районным отделом политического просвещения (Барнаульский округ).
В 1927 году вступил в ВКП(б), в 1952 году партия переименована в КПСС.
Был заведующим Агитационно-пропагандистским отделом Алейского районного комитета ВКП(б) (Барнаульский округ).
С ноября 1929 года по 1930 год — первый секретарь Шадринского районного комитета ВКП(б); село Шадрино, Западно-Сибирский край.
С 1930 года по декабрь 1932 года работал заведующим Организационным отделом Тальменского районного комитета ВКП(б) (Западно-Сибирский край).
С декабря 1932 года по 1935 год — первый секретарь Крапивинского районного комитета ВКП(б) Западно-Сибирского края.
В 1935 году переведён на руководящую партийную работу в Ояшинский районный комитет ВКП(б).
В 1937 году назначен заведующим Организационным отделом, секретарём Партийной коллегии Комиссии партийного контроля при ЦК ВКП(б) по Новосибирской области.
С марта 1941 года — первый секретарь Нарымского окружного комитета ВКП(б).
В 1942 году избран на должность третьего секретаря Новосибирского областного комитета ВКП(б). 
В 1943 году избран на должность третьего секретаря, а со 2 февраля 1945 года по 19 января 1947 года — второго секретаря Кемеровского областного комитета ВКП(б).
В 1946 году направлен на учёбу и в 1949 окончил Высшую партийную школу при ЦК ВКП(б). После окончания ВПШ направлен в Читинскую область.
С 1949 по август 1953 года работал председателем исполнительного комитета Читинского областного Совета депутатов трудящихся.
В 1950 году избран депутатом Совета Союза Верховного Совета СССР 3 созыва от читинского сельского избирательного округа № 332.
Делегат XIX съезда КПСС, октябрь 1952 года
В июле 1953 года переведен на другую работу. Выехал за пределы Читинской области.
Дальнейшая судьба неизвестна.

## Награды
- Орден Ленина, 11 мая 1942 года
- Орден Отечественной войны I степени, 13 сентября 1945 года[4]
- Медаль «За доблестный труд в Великой Отечественной войне 1941—1945 гг.»

## Память
- В КГКУ «Государственный архив Алтайского края» хранится Личное дело Ужева Павла Федоровича[5]